# Guaduella dichroa
Guaduella dichroa är en gräsart som beskrevs av Thomas Arthur Cope. Guaduella dichroa ingår i släktet Guaduella och familjen gräs. Inga underarter finns listade i Catalogue of Life.